# Osvračín
Osvračín település Csehországban, a Domažlicei járásban. Osvračín Močerady, Staňkov, Koloveč, Horšovský Týn, Křenovy, Hlohová és Blížejov településekkel határos. Lakosainak száma 683 fő (2024. január 1.).

## Népesség
A település lakosságának változását az alábbi diagram mutatja:
| Lakosok száma | 741  | 827  | 962  | 662  | 561  | 562  | 613  | 608  | 636  | 683  |
|               | 1869 | 1900 | 1921 | 1961 | 1980 | 2011 | 2016 | 2019 | 2021 | 2024 |